# Philippe Grandjean
Philippe Grandjean (volgens moderne Franse spelling Grandjon) (1666 - 1714) was een Franse lettertypeontwerper opmerkelijk voor zijn reeks romeinen en cursieven die bekend werden als het Romain du Roi (Frans voor: het Romeins van de koning). Koning Lodewijk XIV gaf in 1692 opdracht om een exclusief lettertype voor de koninklijke drukkerij te ontwerpen. Grandjean ontwierp het type samen met een groep wiskundigen, filosofen, en anderen.
- Gemeinsame Normdatei: 130461350
- International Standard Name Identifier: 0000 0000 2920 6396
- Library of Congress Control Number: n85134971
- Virtual International Authority File: 52795788
- WorldCat: E39PBJmHGCX6jwxDhDdqPF7bVC